# Списък на вицекралете на Неапол
Това е списък на вицекралете на Неапол. Неаполското кралство, което е част на Арагонската корона и по-късно на Испания от 1503 до 1707 г. и на Австрия от 1707 до 1735 г. се управлява от вицекралете:

## Френски вицекрале на Неапол (1501 – 1504)
- 1501 – 1503 Луи д'Арманяк-Немур, по времето на френския крал Луи XII
- 1503 – 1504 Лудовик II де Салуцо

## Испански вицекрале на Неапол

### 16 век
- 1507 Хуан де Арагон, граф на Рибагорза
- 1509: Рамон де Кардона
- 1522: Шарл де Ланой (1526 принц на Сулмона)
- 1524: Андреа Карафа, граф на С. Северина
- 1527: Хуго де Монкада
- 1528: Филиберт дьо Шалон, княз на Орания
- 1530: Помпео Колона, кардинал
- 1532: Педро Алварес де Толедо, маркграф на Вилафранка
- 1553: Педро Пачеко, кардинал
- 1555: Бернардино де Мендоза
- 1556: Фернандо Алварес де Толедо, 3. херцог на Алба
- 1558: Фадрике Алварес де Толедо, 4. херцог на Алба
- 1559: Перафан де Рибера, херцог на Алцала
- 1571: Антонио Перенот Гранвела, кардинал
- 1575: Иниго Лопес де Мендоса маркграф на Мондеяр
- 1579: Хуан де Зунига и Реквесенс (I)
- 1582: Педро Телес-Гирон и де ла Куева, херцог на Осуна
- 1586: Хуан де Зунига, граф на Миранда (II)
- 1595: Енрикез де Гусман, граф на Оливарес
- 1599: Фернандо Руис де Кастро, граф на Лемос

### 17 век
- 1603: Хуан Алфонсо Пиментел де Херера
- 1610: Педро Фернандо де Кастро
- 1616: Педро Телес-Гирон, 3. херцог на Осуна
- 1620: Гаспар де Боржа и Веласко, кардинал
- 1620: Антонио Запата, кардинал
- 1622: Антонио Алварес де Толедо и Пиментел, 7. херцог на Алба
- 1629: Фернандо де Рибеира, херцог на Алкала
- 1631: Мануел де Гусман, граф на Монтерей
- 1637: Рамиро Фелипе де Гузман, херцог на Медина
- 1643: Хуан Алфонсо Енрикес
- 1646: Родриго Понце де Леон, херцог на Аркос
- 1648: Хуан Хосе де Аустрия
- 1648: Иниго Врлес де Гуевара, 8. граф на Онате
- 1653: Гарция де Авеланеда, граф на Кастрило
- 1659: Гаспар де Бракамонте и Гузман, граф на Пенаранда
- 1664: Паскуал де Арагон, кардинал
- 1665: Педро Антонио де Арагона
- 1671: Федерико де Толедо, маркграф на Вилафранка
- 1672: Антонио Алварес
- 1675: Фернандо Фажардо и Алварес де Толедо
- 1683: Гаспаро де Харо
- 1687: Франческо Бенавидес
- 1695: Луис Франчиско де ла Керда, херцог на Мединачели
- 1702: Хуан Мануел Фернандес Пачеко де Ацуна, херцог на Ескалона, маркграф на Вилена

## Австрийски вицекрале на Неапол
- 1707: Георг Адам фон Мартиниц, граф
- 1707: Вирих Филип фон Даун, граф
- 1708: Винченцо Гримани, кардинал
- 1710: Карло Боромео, конте д'Арона
- 1713: Вирих Филип фон Даун, граф
- 1719: Йохан Венцел фон Галас
- 1719: Волфганг Ханибал фон Шратенбах

## Австрийски вицекрале на Неапол и Сицилия
- 1721: Маркантонио Боргезе, принц на Сулмона
- 1722: Михаел Фридрих фон Алтан, кардинал
- 1728: Хоакин Фернандес де Портокарреро, марчезе диАлмахара
- 1728: Алоис Томас Раймунд, граф на Харах
- 1733: Джулио Боромео Висконти, conte della Pieve di Brebbia